# Careproctus rotundifrons
Careproctus rotundifrons is een straalvinnige vissensoort uit de familie van snotolven (Cyclopteridae). De wetenschappelijke naam van de soort is voor het eerst geldig gepubliceerd in 2008 door Sakurai & Shinohara.